# Timematodea
Sous-ordre
Les Timematodea sont un sous-ordre d'insectes de l'ordre des Phasmida (phasmes), qui regroupe les individus présentant uniquement trois articles au niveau du tarse. Il s'agit d'un taxon minoritaire, ne comportant qu'une famille (les Timematidae), constituée d'espèces vivant exclusivement au Mexique et aux États-Unis.

## Liste des familles
Selon  Species File (27 avril 2019) :
- famille Timematidae Caudell, 1903
  - sous-famille Timematinae Caudell, 1903

## Publication originale
- Kevan in Parker [Ed.], 1982 : « Synopsis and classification of living organisms » 2:380